# Prefektura Yamagata
Prefektura Yamagata (jap. 山形県 Yamagata-ken) – prefektura znajdująca się w regionie Tōhoku, w Japonii. Jej stolicą jest miasto Yamagata. Ma powierzchnię 9 323,15 km². W 2020 r. mieszkało w niej 1 068 027 osób, w 396 792 gospodarstwach domowych  (w 2010 r. 1 168 924 osoby, w 387 682 gospodarstwach domowych) .

## Geografia
Yamagata, prefektura położona na północno-zachodnim wybrzeżu wyspy Honsiu nad Morzem Japońskim. Jest jedną z sześciu prefektur leżących w regionie Tōhoku. Geograficznie dzieli się na regiony (z północy na południe) Shōnai, Mogami, Murayama i Okitama. Graniczy z prefekturami: Miyagi, Akita, Fukushima, Niigata.
W skład prefektury wchodzi 13 większych miast (shi), 19 mniejszych (chō lub machi) i 3 gminy wiejskie (mura).

### Miasta

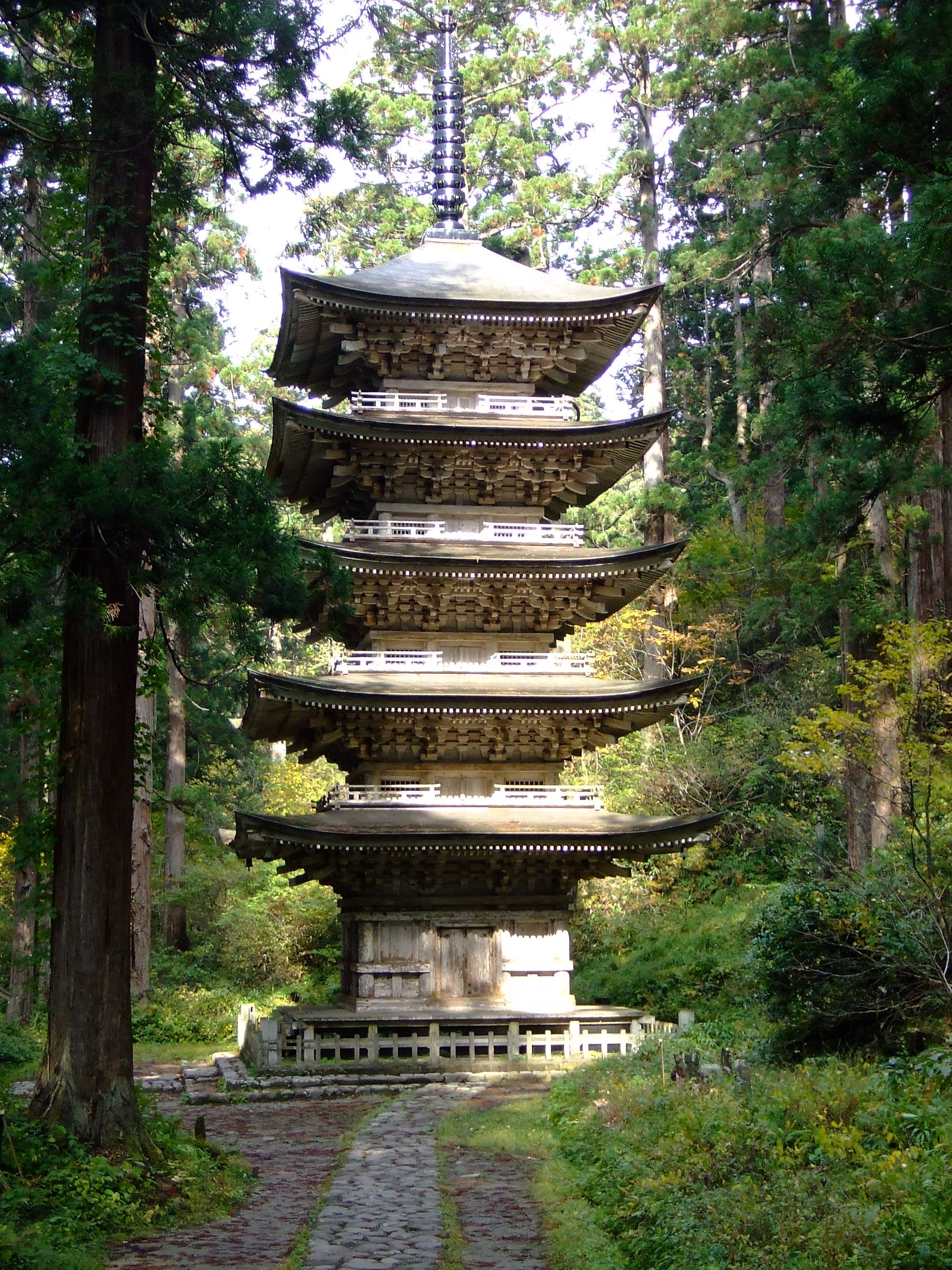
Pagoda w Tsuruoce u stóp góry Haguro

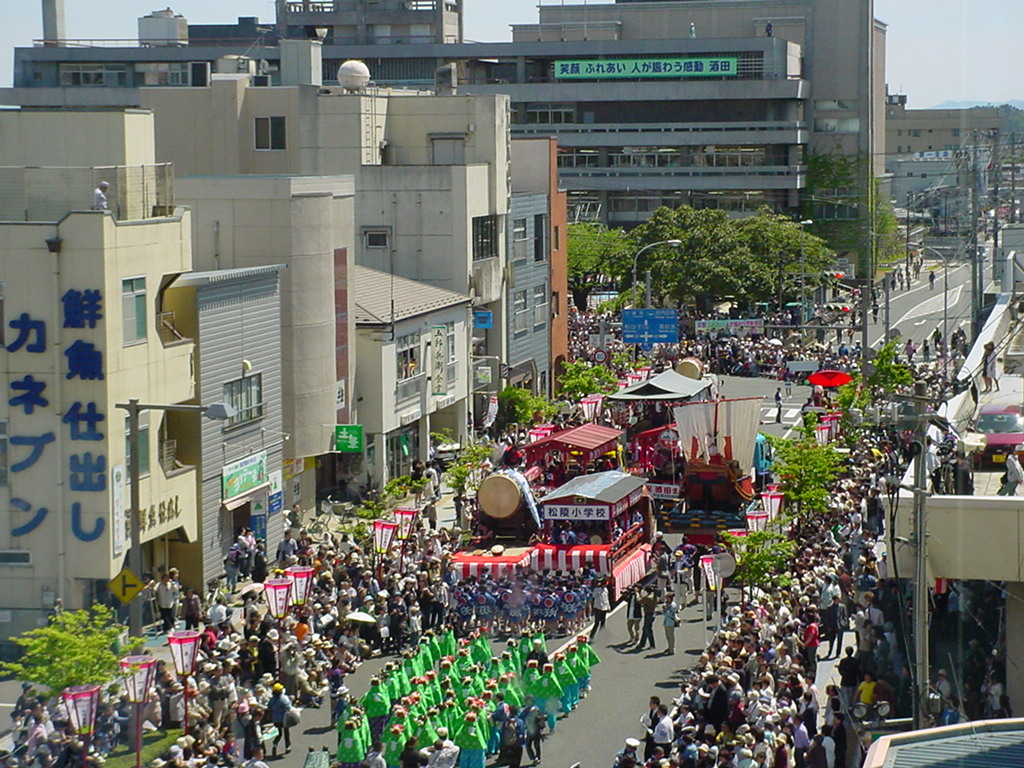
Festiwal w Sakata

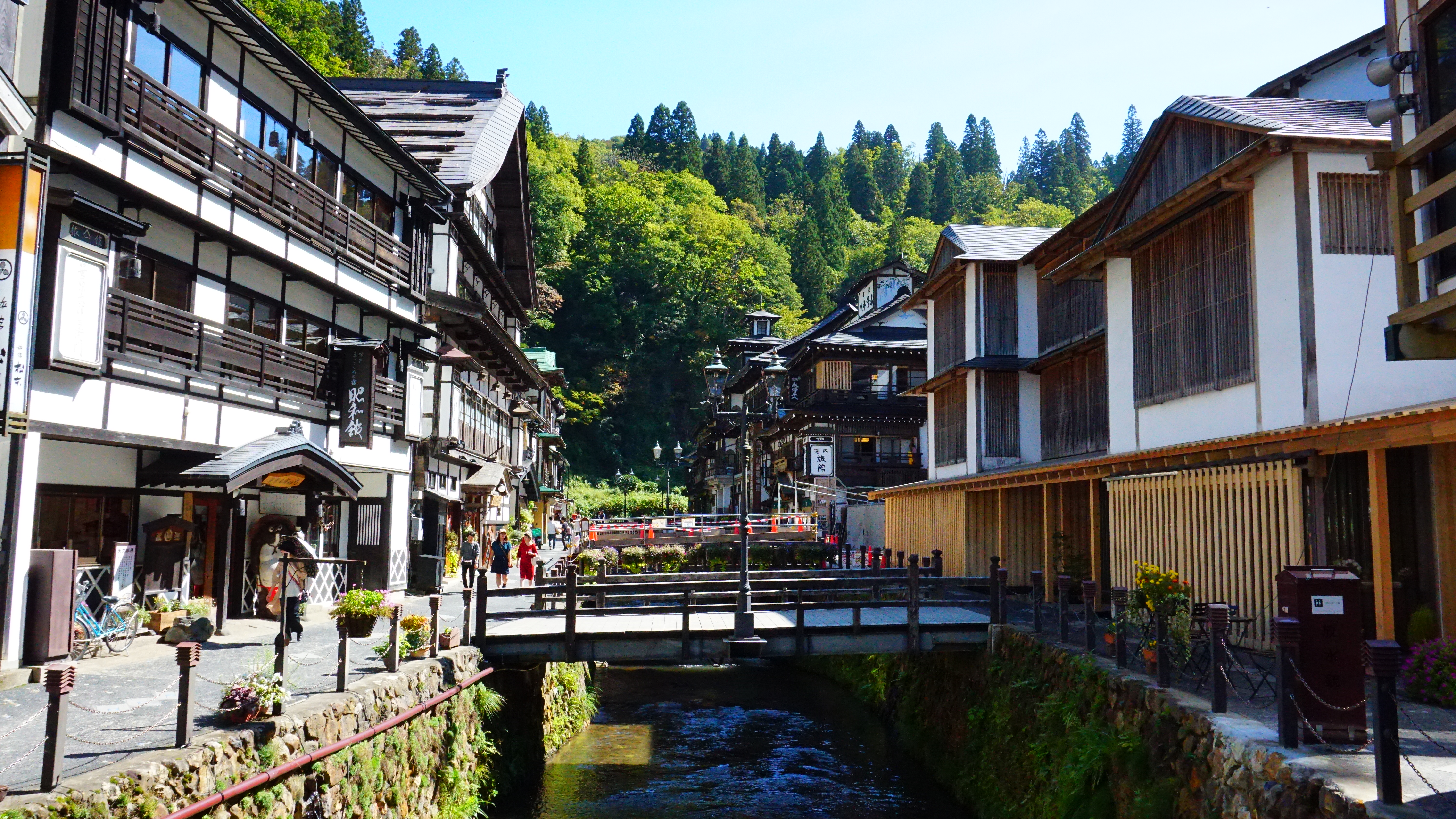
Ryokany wzdłuż rzeki Ginzan (rejon gorących źródeł) w Obanazawa

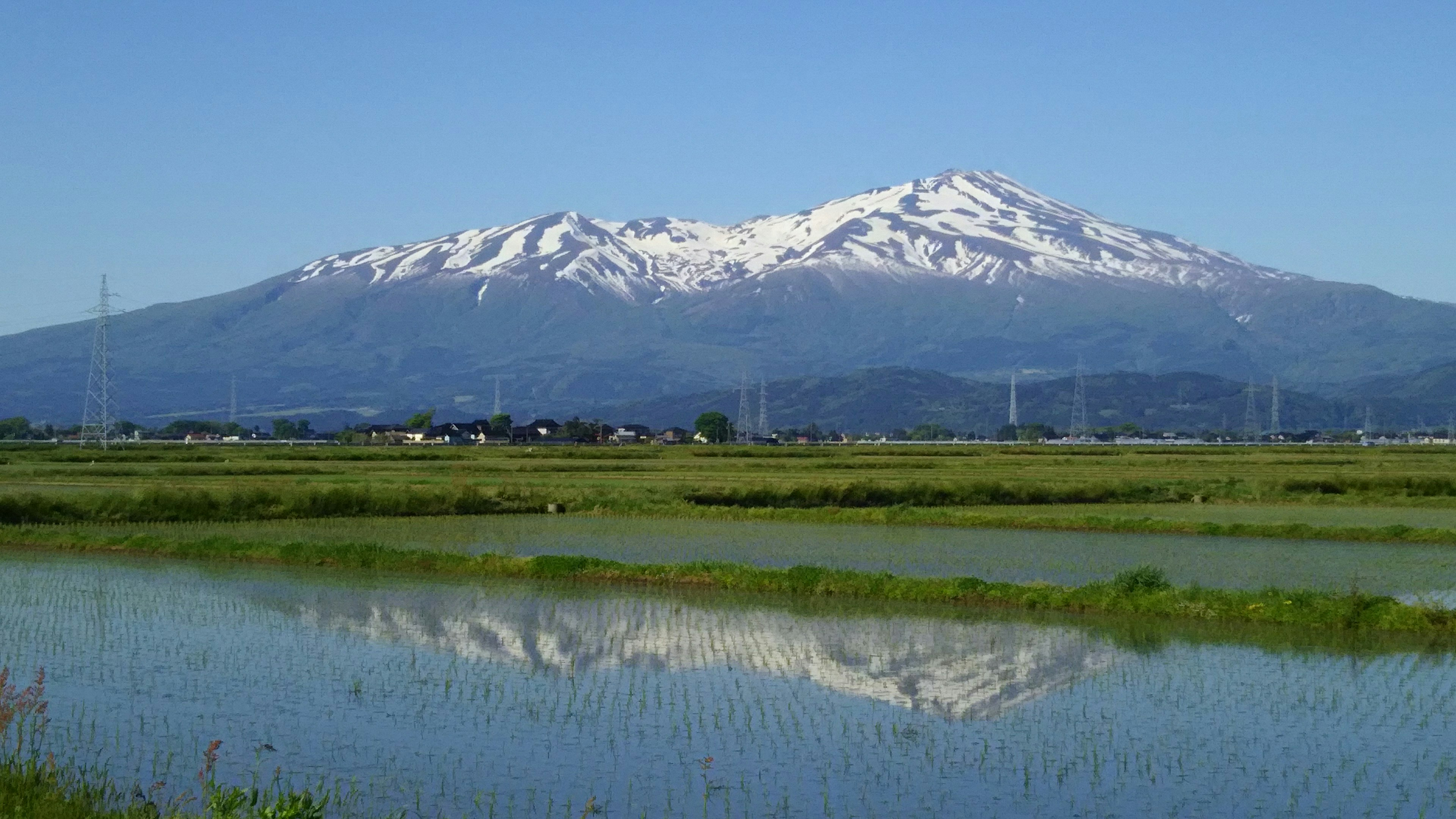
Góra Chōkai

Miasta prefektury Yamagata:
| - Higashine - Kaminoyama - Murayama - Nagai | - Nan’yō - Obanazawa - Sagae - Sakata | - Shinjō - Tendō - Tsuruoka - Yamagata - Yonezawa |

| Nazwa                                                | Nazwa            | Nazwa    | Powierzchnia (km²) | Ludność   | Kod jednostki | Powiat          | Mapa |
| Polska nazwa                                         | Rōmaji           | Kanji    | Powierzchnia (km²) | Ludność   | Kod jednostki | Powiat          | Mapa |
| ---------------------------------------------------- | ---------------- | -------- | ------------------ | --------- | ------------- | --------------- | ---- |
| Asahi                                                | Asahi-machi      | 朝日町   | 196,81             | 6 366     | 06333         | Nishimurayama   |      |
| Funagata                                             | Funagata-machi   | 舟形町   | 119,04             | 5 007     | 06363         | Mogami          |      |
| Higashine                                            | Higashine-shi    | 東根市   | 206,94             | 47 682    | 06211         |                 |      |
| Iide                                                 | Iide-machi       | 飯豊町   | 329,41             | 6 613     | 06403         | Nishiokitama    |      |
| Kahoku                                               | Kahoku-chō       | 河北町   | 52,45              | 17 641    | 06321         | Nishimurayama   |      |
| Kaminoyama                                           | Kaminoyama-shi   | 上山市   | 240,93             | 29 110    | 06207         |                 |      |
| Kaneyama                                             | Kaneyama-machi   | 金山町   | 161,67             | 5 071     | 06361         | Mogami          |      |
| Kawanishi                                            | Kawanishi-machi  | 川西町   | 166,60             | 14 558    | 06382         | Higashiokitama  |      |
| Mamurogawa                                           | Mamurogawa-machi | 真室川町 | 374,22             | 7 203     | 06364         | Mogami          |      |
| Mikawa                                               | Mikawa-machi     | 三川町   | 33,22              | 7 601     | 06426         | Higashitagawa   |      |
| Mogami                                               | Mogami-machi     | 最上町   | 330,37             | 8 080     | 06362         | Mogami          |      |
| Murayama                                             | Murayama-shi     | 村山市   | 196,98             | 22 516    | 06208         |                 |      |
| Nagai                                                | Nagai-shi        | 長井市   | 214,67             | 26 543    | 06209         |                 |      |
| Nakayama                                             | Nakayama-machi   | 中山町   | 31,15              | 10 746    | 06302         | Higashimurayama |      |
| Nan’yō                                               | Nan’yō-shi       | 南陽市   | 160,52             | 30 420    | 06213         |                 |      |
| Nishikawa                                            | Nishikawa-machi  | 西川町   | 393,19             | 4 956     | 06322         | Nishimurayama   |      |
| Obanazawa                                            | Obanazawa-shi    | 尾花沢市 | 372,53             | 14 971    | 06212         |                 |      |
| Ōe                                                   | Ōe-machi         | 大江町   | 154,08             | 7 646     | 06334         | Nishimurayama   |      |
| Oguni                                                | Oguni-machi      | 小国町   | 737,56             | 7 107     | 06401         | Nishiokitama    |      |
| Ōishida                                              | Ōishida-machi    | 大石田町 | 79,54              | 6 577     | 06341         | Kitamurayama    |      |
| Ōkura                                                | Ōkura-mura       | 大蔵村   | 211,63             | 3 028     | 06365         | Mogami          |      |
| Sagae                                                | Sagae-shi        | 寒河江市 | 139,03             | 40 189    | 06206         |                 |      |
| Sakata                                               | Sakata-shi       | 酒田市   | 602,97             | 100 273   | 06204         |                 |      |
| Sakegawa                                             | Sakegawa-mura    | 鮭川村   | 122,14             | 3 902     | 06366         | Mogami          |      |
| Shinjō                                               | Shinjō-shi       | 新庄市   | 222,85             | 34 432    | 06205         |                 |      |
| Shirataka                                            | Shirataka-machi  | 白鷹町   | 157,71             | 12 890    | 06402         | Nishiokitama    |      |
| Shōnai                                               | Shōnai-machi     | 庄内町   | 249,17             | 20 151    | 06428         | Higashitagawa   |      |
| Takahata                                             | Takahata-machi   | 高畠町   | 180,26             | 22 463    | 06381         | Higashiokitama  |      |
| Tendō                                                | Tendō-shi        | 天童市   | 113,01             | 62 140    | 06210         |                 |      |
| Tozawa                                               | Tozawa-mura      | 戸沢村   | 261,31             | 4 199     | 06367         | Mogami          |      |
| Tsuruoka                                             | Tsuruoka-shi     | 鶴岡市   | 1 311,53           | 122 347   | 06203         |                 |      |
| Yamagata (stolica)                                   | Yamagata-shi     | 山形市   | 381,30             | 247 590   | 06201         |                 |      |
| Yamanobe                                             | Yamanobe-machi   | 山辺町   | 61,45              | 13 725    | 06301         | Higashimurayama |      |
| Yonezawa                                             | Yonezawa-shi     | 米沢市   | 548,51             | 81 252    | 06202         |                 |      |
| Yuza                                                 | Yuza-machi       | 遊佐町   | 208,39             | 13 032    | 06461         | Akumi           |      |
| Prefektura Yamagata                                  | Yamagata-ken     | 山形県   | 9 323,15           | 1 068 027 | 06            |                 |      |
| * Miasta (shi) nie znajdują się w żadnym z powiatów. |                  |          |                    |           |               |                 |      |

### Góry
- Góry Dewa – Chōkai (2236 m n.p.m.), Gassan (lub Gas-san, 1 980)
- Góry Ōu – Azuma (2 035), Zaō (1 841)
- Masyw górski Asahi (Asahi-sanchi) – Ō-Asahi (1 871),
- Masyw górski Iide (Iide-sanchi) – Iide (2 105)

### Rzeki i jeziora
- Rzeki: Mogami, Aka, Hinata, Koyoshi, Sake, Omono, Yōro.

### Parki narodowe
- Park Narodowy Bandai-Asahi
- Quasi-Park Narodowy Chōkai
- Quasi-Park Narodowy Kurikoma
- Quasi-Park Narodowy Zaō

## Historia
W przeszłości tereny obecnej prefektury Yamagaty często przechodziły z rąk do rąk. Obszar ten stanowił południową część historycznej prowincji Dewa, która podlegała czasami również pod władanie sąsiedniej prowincji Mutsu, tworząc Ōshū. W okresie Heian (794–1185) terenami zarządzał ród Fujiwara.

### Wydarzenia chronologiczne
- 646 r. n.e. – reforma Taika i powstanie prowincji Dewa
- 14 lipca 1871 r. – likwidacja systemu hanów i utworzenie prefektur

## Gospodarka
Rejon nadmorski tradycyjnie specjalizuje się w rybołówstwie i przetwórstwie owoców morza. Natomiast rejony w głębi lądu skupiają się głównie na rolnictwie.

## Transport

### Lotniska
- Port lotniczy Yamagata
- Port lotniczy Shonai, miasto Shōnai

### Kolej
- Japońska Kolej Wschodnia (JR East)
  - Yamagata Shinkansen
  - Linia Yamagata
  - Linia Senzan
  - Linia Aterazawa
  - Linia Yonesaka
  - Główna Linia Uetsu
  - Linia Zachodnia Rikuu
  - Linia Wschodnia Rikuu
  - Linia Flower Nagai
  - Główna Linia Ōu

### Drogi

#### Drogi płatne
- Autostrada Yamagata
- Autostrada Tōhoku-Chūō

#### Drogi krajowe
- Numer 7, 13, 47, 48, 112, 113, 121, 286, 287, 344, 345, 347, 348, 399, 458.

## Edukacja

### Uniwersytety
- Yamagata Daigaku (Yamagata University)[6] w Yamagata
- Tōhoku Geijutsu Kōka Daigaku (Tohoku University of Art & Design)[7] w Yamagata
- Tōhoku Kōeki Bunka Daigaku (Tohoku University of Community Service and Science)[8] w Sakata
- Yamagata Kenritsu Hoken Iryō Daigaku (Yamagata Prefectural University of Health Sciences)[9] w Yamagata

## Kultura

### Język
W prefekturze powszechny jest dialekt japońskiego yamagata-ben.

### Turystyka
- Narodowe Japońskie Towarzystwo Turystyczne (ang.)